# Zalužnica
Zalužnica är ett samhälle i Kroatien.   Det ligger i länet Lika, i den centrala delen av landet, 120 km söder om huvudstaden Zagreb. Zalužnica ligger 506 meter över havet och antalet invånare är 220.
Terrängen runt Zalužnica är huvudsakligen kuperad. Zalužnica ligger nere i en dal. Runt Zalužnica är det ganska glesbefolkat, med 24 invånare per kvadratkilometer. Närmaste större samhälle är Otočac, 9,5 km väster om Zalužnica. I omgivningarna runt Zalužnica växer i huvudsak blandskog.